# Frihetsbron, Zagreb
Frihetsbron (kroatiska: Most slobode) är en bro i Zagreb i Kroatien. Den går över Sava och förbinder stadsdelarna Trnje och Novi Zagreb.  

## Beskrivning
Frihetsbron är en bågbro med fyra körfält, två i vardera riktning, och gång- och cykelbanor. Većeslav Holjevac-avenyn passerar över bron som är en av Zagrebs mest centrala broar över Sava. 

### Fotnoter
1. 1 2 3 4  ”ZAGREB - SAVA - MOSTOVI” (på kroatiska) ( PDF). Zavod za prostorno uređenje Grada Zagreba (Institutet för staden Zagrebs fysiska planering). 19 mars 2013. http://www.zzpugz.hr/wp-content/uploads/2015/07/zagreba%C4%8Dki-mostovi-prezentacija.pdf. Läst 8 oktober 2015.[död länk]
2. ↑  Lexiografiska institutet 'Miroslav Krleža' (kroatiska)